# Falling - Storia di un padre
Falling - Storia di un padre (Falling) è un film del 2020 scritto e diretto da Viggo Mortensen, al suo debutto alla regia.

## Trama
Willis è un uomo testardo e conservatore, ormai non può più vivere da solo e si vede costretto a lasciare la sua casa di campagna, dove ha vissuto da solo per molti anni. Va a vivere a Los Angeles con suo figlio John, suo marito Eric e la loro figlia. John con l'aiuto di sua sorella Sarah spera di trovare al più presto una sistemazione comoda e vicina per il padre. Ma tutte le buone intenzioni si infrangono di fronte alla testardaggine e rifiuto di Willis di cambiare il suo modo di vivere. Questo farà emergere vecchi rancori familiari e aumenterà i conflitti tra padre e figlio, anche a causa della sua omosessualità mai accettata.

## Produzione
La produzione è iniziata a marzo 2019 e le riprese si sono svolte tra Toronto e Los Angeles.

## Distribuzione
Il film è stato presentato in anteprima al Sundance Film Festival 2020 il 31 gennaio. È stato distribuito nelle sale cinematografiche inglesi a partire dal 4 dicembre 2020, in quelle statunitensi dal 5 febbraio 2021 ed in quelle italiane a partire dal 26 agosto dello stesso anno.

## Colonna sonora
La colonna sonora del film è presa dall'album Music For Falling, dedicato al film e composto da Buckethead, Viggo Mortensen e Skating Poly.